# فرودگاه ولجوو
فرودگاه ولجوو (به انگلیسی: Valjevo Airport) (به زبان بومی: Aerodrom Divci) یک فرودگاه غیرنظامی باربری با کد یاتا QWV است که یک باند فرود چمن دارد و طول باند آن ۱۲۵۰ متر است. این فرودگاه در  کشور صربستان قرار دارد و در ارتفاع ۱۴۳ متری از سطح دریا واقع شده است.